# Spinibarbus hollandi
Spinibarbus hollandi е вид лъчеперка от семейство Шаранови (Cyprinidae).

## Разпространение и местообитание
Видът е разпространен във Виетнам, Китай (Гуандун), Лаос, Провинции в КНР, Тайван и Хонконг.
Среща се на дълбочина от 2 до 30 m.

## Описание
На дължина достигат до 34 cm.
Популацията на вида е намаляваща.